# Cañas y barro (película)
Cañas y barro es una película española dirigida por Juan de Orduña en 1954 y basada en la novela homónima de Vicente Blasco Ibáñez.
Esta película supuso el debut cinematográfico del actor chiclanero José Moreno.

## Argumento
La película narra la historia de tres generaciones de la familia de los Paloma en la Albufera valenciana a principios del siglo XX. Desde el Tío Paloma, el remero más rápido de la comarca, pasando por su hijo Tono, que decide dedicarse al cultivo de arroz rompiendo una centenaria tradición familiar de actividad pesquera, hasta el joven Tonet, el último representante de la saga.
- Datos: Q5759577